# Oxycoleus gratiosus
Oxycoleus gratiosus är en skalbaggsart som först beskrevs av Bates 1885.  Oxycoleus gratiosus ingår i släktet Oxycoleus och familjen långhorningar. Inga underarter finns listade i Catalogue of Life.